# Velindopsis
Velindopsis is een geslacht van kevers uit de familie van de loopkevers (Carabidae). De wetenschappelijke naam van het geslacht is voor het eerst geldig gepubliceerd in 1937 door Burgeon.

## Soorten
Het geslacht Velindopsis omvat de volgende soorten:
- Velindopsis madecassa Jeannel, 1949
- Velindopsis panagaeoides Burgeon, 1937
- Velindopsis pauliani Basilewsky, 1953